# Pinus heldreichii
Pinus heldreichii, (sin. P. leucodermis) el pino de los Balcanes, es una especie arbórea de la familia de las Pináceas.

## Dónde lo puedes encontrar-Distribución y Hábitat
Se trata de un pino que se encuentra en las montañas del sureste de Europa, en el suroeste de Bulgaria, Bosnia, Albania, Macedonia del Norte, Serbia, Grecia septentrional (al sur hasta el monte Olimpo), y localmente en el sur de Italia (es el símbolo del Parque nacional del Pollino), que crece a 900–2.500 m de altitud. A menudo alcanza la línea de árboles, línea alpina de árboles en esta zona.

## Descripción
Es un árbol siempreverde de hasta 25–35 m de alto y un tronco de 2 m de diámetro.
Es un miembro del grupo de pinos duros, Pinus subgénero Pinus, con hojas ("acículas") en fascículos (ramilletes) de dos, con una vaina persistente. Tienen 4,5–10 cm de largo y 1,5–2 mm de espesor. Los estróbilos del pino de los Balcanes tienen 5–9 cm de largo, con escamas con escamas frágiles y delgadas; son púrpura azul oscuro antes de madurar, volviéndose marrón cuando madura alrededor de 16-18 meses después de la polinización. Las semillas, de 6–7 mm de largo, tienen un ala de 2–2,5 cm y las dispersa el viento.
Un ejemplar destacado en los montes Pirin de Bulgaria, conocido como el pino de Baikushev, tiene 24 m de alto, 2,2 m en diámetro y se calcula que tiene 1.300 años de antigüedad.

## Nomenclatura
La especie fue descrita por vez primera como Pinus heldreichii por el botánico suizo Theodor Heinrich von Heldreich en 1863 de ejemplares recogidos en el monte Olimpo, y luego descrito por segunda vez como P. leucodermis en 1864; el autor de la segunda descripción (el botánico austríaco F. Antoine quien lo encontró en Orjen por encima de las Bocas de Kotor). Se ha pretendido que hay ciertas diferencias morfológicas entre las dos descripciones (lo que lleva al mantenimiento de ambos como taxones separados por unos pocos botánicos), pero esto no lo apoyan los estudios modernos de la especie, que muestra que ambos nombres se refieren al mismo taxón.

## Cultivo y usos
El pino de los Balcanes es un popular árbol ornamental en parques y grandes jardines, dando un crecimiento constante pero no rápido en una gran gama de lugares, y con una corona cónica muy nítida. También destaca por sus conos púrpura muy decorativos. Es muy tolerante a los inviernos fríos severos, hasta −45 °C, y de severas exposiciones al viento. Muchos en cultivo aún se cultivan como "Pinus leucodermis" o "Pinus heldreichii var. leucodermis".

## Taxonomía
Pinus heldreichii fue descrita por Konrad Hermann Heinrich Christ  y publicado en Verhandlungen der Naturforschenden Gesellschaft in Basel 3: 549. 1863.
Etimología
Pinus: nombre genérico dado en latín al pino.
heldreichii: epíteto otorgado en honor del botánico suizo Theodor Heinrich von Heldreich
Sinonimia
- Pinus laricio var. heldreichii (H.Christ) Mast.
- Pinus laricio var. leucodermis (Antoine) H.Christ
- Pinus laricio var. pindica (Formánek) Mast.
- Pinus leucodermis Antoine
- Pinus nigra var. leucodermis (Antoine) Rehder
- Pinus pindica Formánek[5][6]